# Filip (antypapież)
Filip – antypapież w dniu 31 lipca 768. Ten mnich był 11. antypapieżem w dziejach Kościoła.

## Życiorys
Był kapelanem w Rzymskim klasztorze. Papieski kanclerz, Krzysztof, przy pomocy Longobardów chciał usunąć antypapieża Konstantyna II, który był kandydatem wojskowej frakcji w Rzymie. Antypapieża Konstantyna II wzięto do niewoli, a Waldipert, będący wysłannikiem króla Longobardów Dezyderiusza, towarzyszył Krzysztofowi w ataku na Rzym, który zakończył papiestwo Konstantyna. Waldipert osadził Filipa na papieskim tronie i nakazał udzielić mu święceń. Gdy Krzysztof wkroczył do Rzymu, Filip musiał wrócić do swojego klasztoru, lecz nie wyrządzono mu żadnej krzywdy.